# 2019 en arts plastiques
| Années des arts plastiques : 2016 - 2017 - 2018 - 2019 - 2020 - 2021 - 2022    |
| Décennies des arts plastiques : 1980 - 1990 - 2000 - 2010 - 2020 - 2030 - 2040 |

Cette page concerne l'année 2019 en arts plastiques

## Œuvres
- Bouquet of Tulips, sculpture de Jeff Koons.
- Comedian, œuvre conceptuelle de Maurizio Cattelan.

## Événements

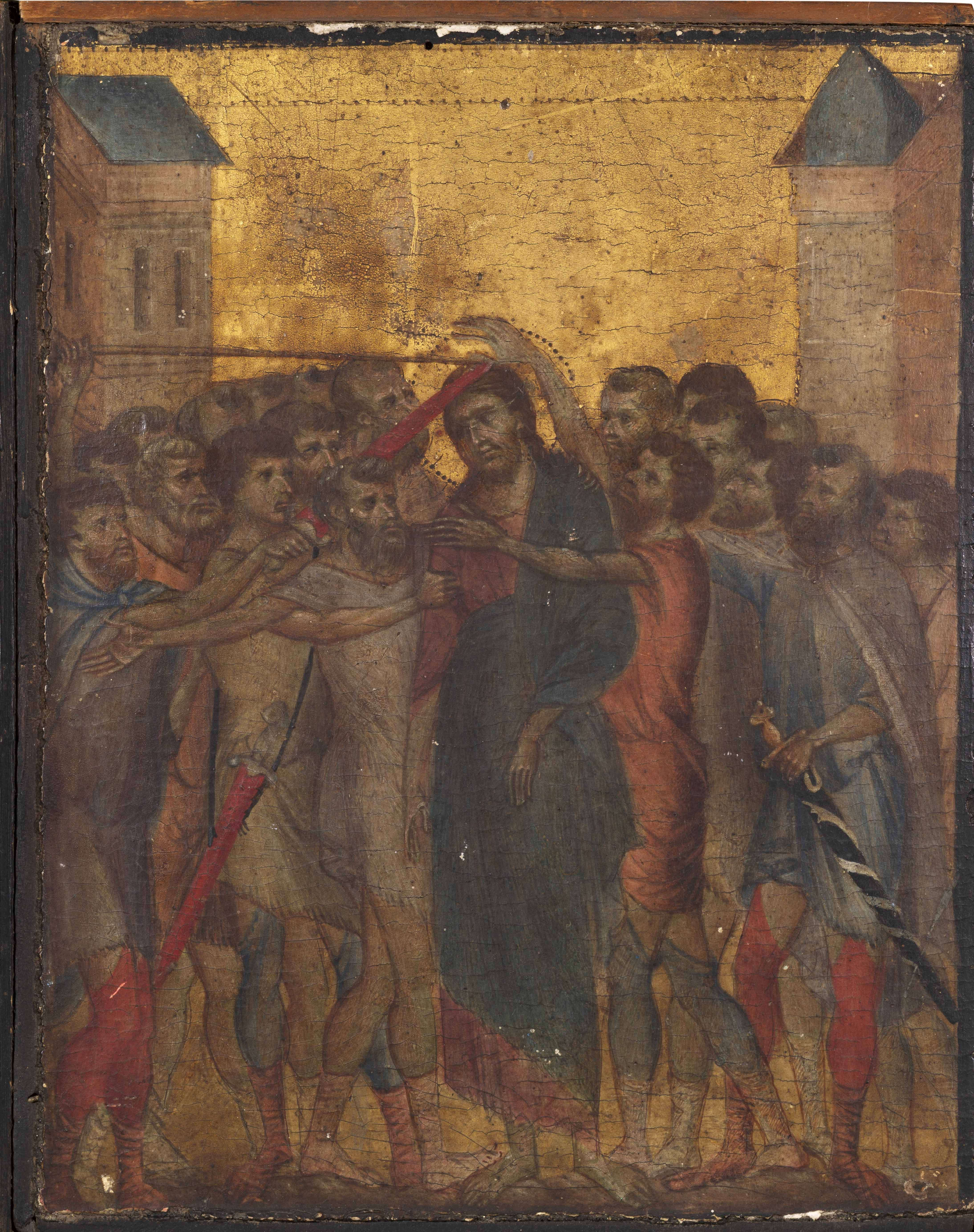
La Dérision du Christ (vers 1280), Cimabue.

- 2019 est l'« année Rembrandt » : les Pays-Bas célèbrent les 350 ans de la mort de l'artiste, et plusieurs expositions ont lieu à La Haye, Leyde, Leeuwarden et Amsterdam[1].
- 25 juin : vente de gré-à-gré au collectionneur américain J. Tomilson Hill du Judith décapitant Holopherne attribué au Caravage découvert près de Toulouse en 2014[2],[3].
- Nuit du 1er au 2 septembre : le Rat au cuter, une œuvre de street art de Banksy peinte derrière un panneau de signalisation dans la Rue Rambuteau près du Centre national d'art et de culture Georges-Pompidou, est volée ; le 7 février 2020, un suspect en garde à vue affirmera que le vol a été commandité par Banksy lui-même, qui voulait la récupérer pour la protéger, à la suite du vol d'une autre de ces œuvres à Paris plus tôt dans l'année[4]. Il s'agit de La Jeune Fille triste, volée au Bataclan et retrouvée dans une ferme des Abruzzes en Italie le 10 juin 2020[5].
- 14 septembre : America de Maurizio Cattelan est volée au Palais de Blenheim (Royaume-Uni) lors d'une exposition consacrée à cet artiste.
- 23 septembre : annonce de la découverte dans une maison près de Compiègne du Christ moqué (vers 1280), troisième panneau retrouvé du Diptyque de dévotion de Cimabue[6].
- 5 octobre : ouverture au musée de Grenoble de l'exposition Picasso. Au cœur des ténèbres (1939-1945).
- 7 décembre : deux exemplaires de Comedian — une banane fraîche scotchée sur un mur — de Maurizio Cattelan sont vendus à la foire Art Basel Miami Beach pour 120 000 €, et l'un d'eux est mangé le jour même par l'artiste David Datuna lors d'une performance intitulée Hungry Artist, les deux événements suscitant une médiatisation internationale.
- 11 décembre :
  - à l'occasion de la célébration des 100 ans du peintre Pierre Soulages, ses toiles seront présentées dans le Salon Carré du Musée du Louvre jusqu'au 9 mars 2020[7].
  - l'Université de Griffith (Australie) publie les résultats d'une datation à l'uranium-thorium sur une peinture préhistorique représentant une scène de chasse découverte en 2017 dans une grotte du site de Leang Bulu Sipong sur l'île de Célèbes (Indonésie), selon laquelle cette peinture serait vieille d'au moins 43 900 ans, ce qui en ferait la plus ancienne œuvre d'art figuratif connue[8],[9].
    - La même équipe publiera le 14 janvier 2021 la datation par Maxime Aubert d'une autre peinture représentant un cochon verruqueux de Sulawesi découverte sur un site proche, estimée vieille d'au moins 45.500 ans, la rendant encore plus vieille que la peinture de la scène de chasse[10]
    - Le 3 juillet 2024,  la datation d'une peinture rupestre de la grotte de Leang Karampuang (île de Célèbes en Indonésie) d'une peinture rupestre représentant un cochon verruqueux et trois humains est publiée dans Nature ; estimée vieille de 51 200 ans, il s'agit de la plus ancienne œuvre d'art figurative connue au monde[11]..
- 23 décembre : annonce du classement du Christ moqué sous le titre de La Dérision du Christ sous la protection de trésor national et du refus de son certificat d'exportation pour une durée de trente mois.

## Décès
- 1er janvier : Dagfinn Bakke, peintre, illustrateur et dessinateur de presse norvégien (° 16 août 1933),
- 9 janvier : Jocelyne Saab, réalisatrice, photographe et plasticienne franco-libanaise (° 30 avril 1948),
- 21 janvier : Bernard Vidal, peintre et publicitaire français (° 22 août 1944),
- 25 janvier : Éric Duyckaerts, artiste contemporain belge (° 4 février 1953),
- 29 janvier : Alex Barbier, auteur de bande dessinée et peintre français (° 15 mars 1950),
- 8 février : Robert Ryman, peintre américain (° 30 mai 1930),
- 15 février : Henry Babel, théologien, pasteur protestant et peintre suisse (° 26 avril 1923),
- 16 février : Jean-Louis Viard, peintre, graveur et cartonnier français (° 21 décembre 1917),
- 23 février : Michel Humair, peintre suisse (° 23 avril 1926),
- 25 février : Ellis Zbinden, peintre aquarelliste suisse (° 22 décembre 1921),
- 27 février : Victor Montalti, peintre et sculpteur français (° 22 septembre 1938),
- 14 mars :
  - Simon Messagier, peintre, graveur et céramiste français (° 24 mars 1958),
  - Philippe Mohlitz, graveur français (° 7 mars 1941),
- 16 mars :
  - Axel Bertram, designer, dessinateur, graphiste et typographe allemand (° 26 mars 1936),
  - Joseph Fafard, sculpteur canadien-français (° 2 septembre 1942),
- 17 mars : Robert Wogensky, peintre et graveur français (° 16 novembre 1919),
- 18 mars : Miklos Bokor, peintre français d'origine hongroise (° 2 mars 1927),
- 21 mars : Pierre Jutand, peintre français (° 27 décembre 1935),
- 24 mars : Olivier Cinna, dessinateur et coloriste de bande dessinée français (° 31 décembre 1972),
- 29 mars : Ed Westcott, photographe américain (° 20 janvier 1922),
- 31 mars : Hédi Turki, peintre, aquarelliste et dessinateur tunisien (° 15 mai 1922),
- 1er avril : Alfred Liyolo, sculpteur congolais (° 30 mai 1943),
- 2 avril : Herman Braun-Vega, peintre péruvien (° 7 juillet 1933),
- 5 avril : Pierre Célice, peintre français (° 25 novembre 1932),
- 22 avril : Jacques Petit, peintre et graveur français (° 13 octobre 1925),
- 26 avril : Petar Omčikus, peintre serbe naturalisé français (° 6 octobre 1926),
- 5 mai : Christian d'Orgeix, peintre français (° 18 décembre 1927),
- 7 mai : Urs Amann, peintre surréaliste suisse (° 25 mai 1951),
- 10 mai : Frederick G. Brownell, peintre héraldiste sud-africain (° 8 mars 1940),
- 3 juillet : Lamy, peintre français (° 23 juillet 1921),
- 27 juillet : Carlos Cruz-Diez, peintre vénézuélien naturalisé français (° 17 août 1923),
- 11 août : Abel Leblanc, peintre, sculpteur, chansonnier et poète français (° 21 novembre 1919),
- 19 août : Leonid Afremov, peintre israélien d'origine biélorusse (° 12 juillet 1955),
- 22 août : Pierre Gilou, peintre français (° 28 juillet 1938),
- 29 août : Vladimir Veličković, peintre, dessinateur et graveur français d'origine yougoslave (° 11 août 1935),
- 5 septembre : Francisco Toledo, peintre et sculpteur mexicain (° 17 juillet 1940),
- 8 septembre : Ibrahima Kébé, peintre sénégalais (° octobre 1955),
- 14 septembre : Sam Szafran, peintre français (° 19 novembre 1934),
- 17 septembre : Pierre Le-Tan,  illustrateur, dessinateur, peintre et décorateur français (° 5 juin 1950),
- 23 septembre : Huguette Caland, peintre, sculptrice et créatrice de mode libanaise (° 19 janvier 1931),
- 26 septembre :Bernard Dreyfus, peintre de double nationalité française et nicaraguayenne (° 21 août 1940),
- 13 octobre : Adolfo Mexiac, graveur, peintre, muraliste et professeur mexicain (° 7 août 1927),
- 17 octobre : Sir L., peintre, dessinateur, pastelliste et lithographe français (° 3 juillet 1932),
- 20 octobre : Gilberto Aceves Navarro, peintre et sculpteur mexicain (° 24 septembre 1931),
- 1er novembre :
  - Izabella Galicka (pl), historienne de l'art polonaise (° 18 février 1931),
  - Rina Lazo, peintre mexicano-guatémaltèque (° 23 octobre 1923),
- 2 novembre :
  - Maïté Duval, sculptrice et dessinatrice franco-néerlandaise (° 26 mars 1944),
  - Edmond Lay, architecte français (° 1er juillet 1930),
- 4 novembre : Riad Beyrouti, peintre syrien (° 6 mai 1944),
- 9 novembre : Džemma Skulme, peintre lettonne (° 20 septembre 1925),
- 10 novembre : Maduzac (Marguerite Dunoyer de Segonzac, dite), peintre française (° 16 mars 1931),
- 20 novembre : Bernard Morteyrol, peintre français (° 27 septembre 1942),
- 29 novembre :
  - Michel Sementzeff, peintre français (° 16 février 1933),
  - Galland Semerand, peintre haïtien (° 4 septembre 1953),
- 3 décembre : Firoz Ghanty, peintre mauricien (° 14 août 1952),
- 30 décembre : Georges Visconti, peintre et graveur suisse et français (° 24 novembre 1919).